# Rocknet aréna
Die Rocknet aréna ist eine Multifunktionsarena in der tschechischen Stadt Chomutov. Sie ist seit 2011 die Hauptspielstätte der Piráti Chomutov, einer Eishockeymannschaft. Daneben werden auch andere Hallensportarten sowie kulturelle und gesellschaftliche Veranstaltungen wie Konzerte ausgetragen. Sie ersetzte das 1948 erbaute ČEZ Stadion Chomutov. Die neue Arena bietet 5.250 Zuschauern Platz. Bis 2013 hieß die Arena Multifunkční aréna Chomutov, ehe sie nach dem Hauptsponsor der Piráti Chomutov, Severočeské doly (SD), umbenannt wurde.

## Geschichte

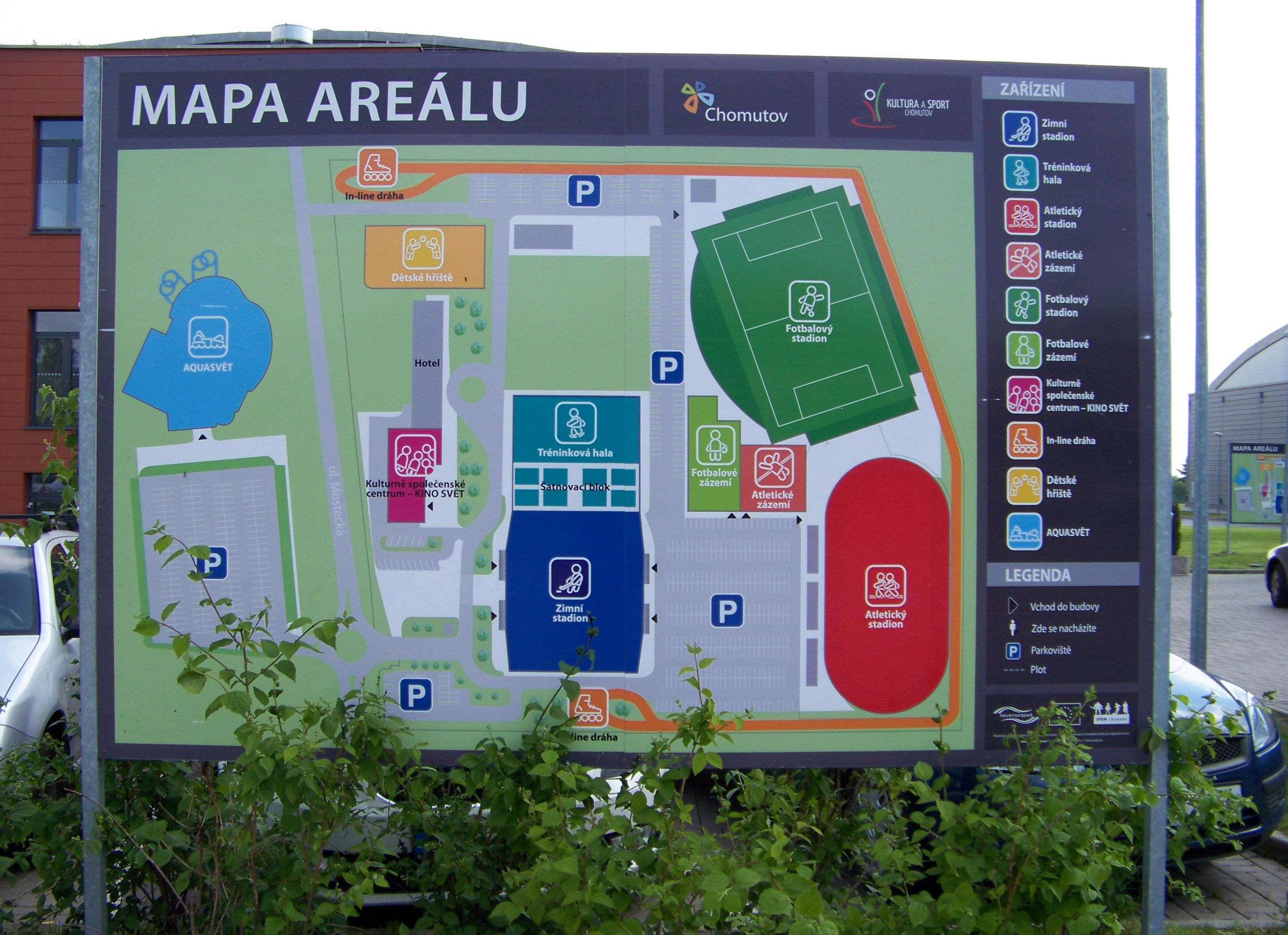
Plan des Geländes Nový Chomutov mit den beiden Eishallen in der Mitte

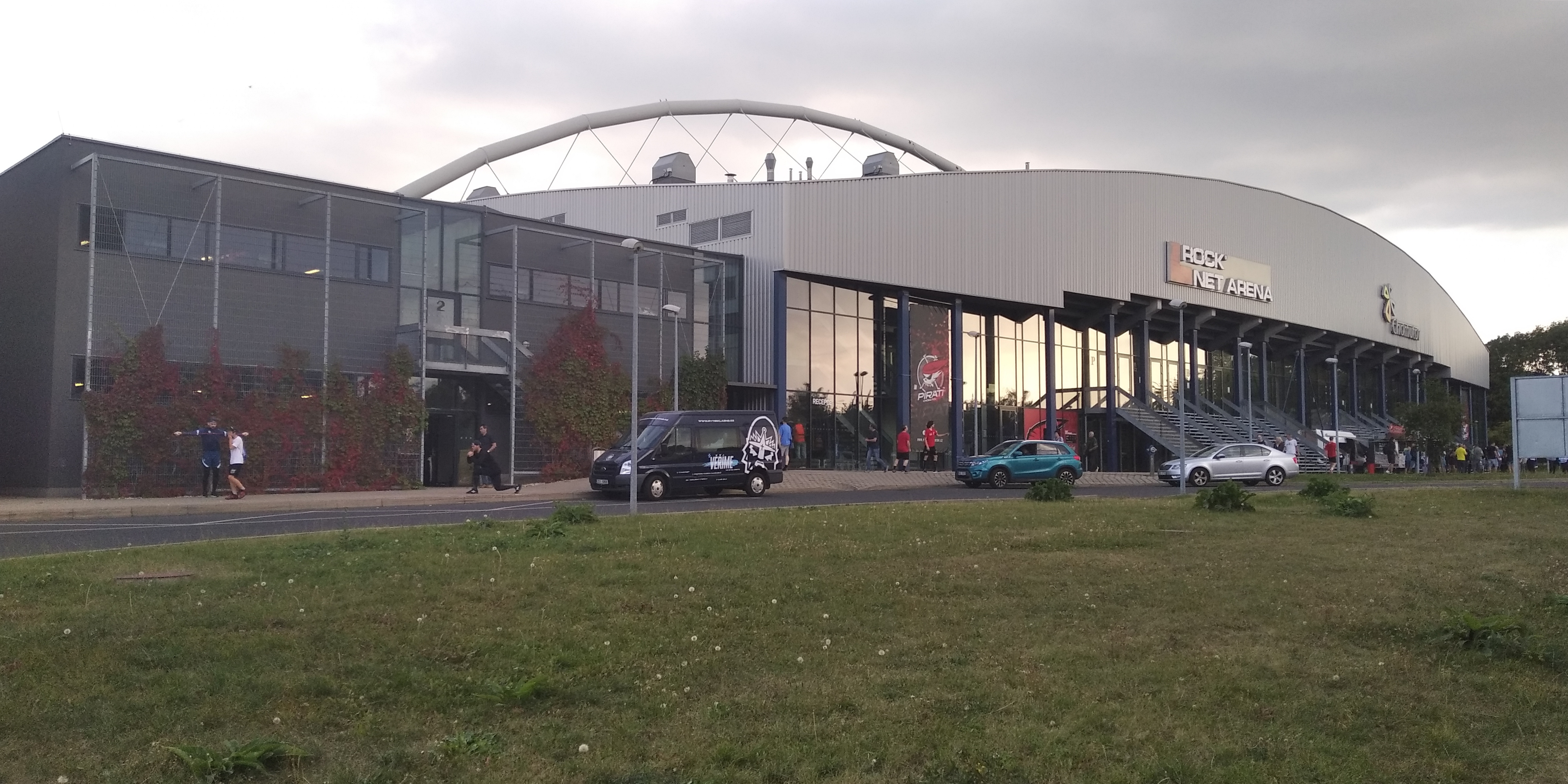
Rocknet aréna, 2021

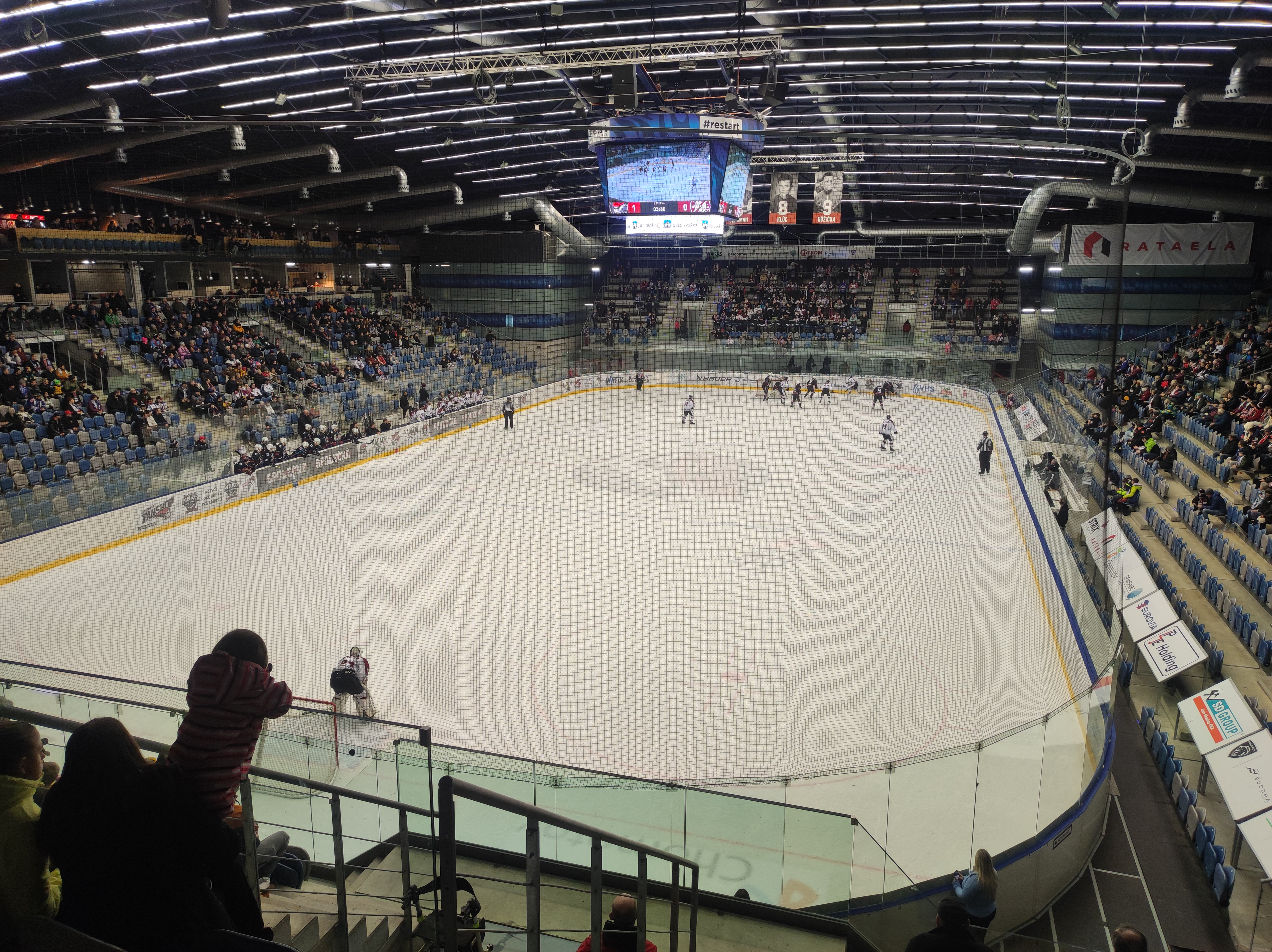
Der Innenraum der Eishalle

Die Arena wurde mit Hilfe europäischer Subventionen unter Leitung des Konsortiums IPRM Chomutov auf dem Gelände der ehemaligen Kaserne in Zadní Vinohrady erbaut, die Sitz der 41. Kommando-, Kontroll- und Erhebungsabteilung der Tschechischen Armee war. Zum Gesamtprojekt gehörten neben der Errichtung der Eisarena mit Trainingseishalle der Bau eines Kinos, eines Fußballstadions, eines Leichtathletikstadions und eines Aquaparks.
Der Bau der Eisarena begann im April 2009 mit dem Abriss vorhandener Kasernengebäude und der Schaffung des Bauuntergrundes. Die Bauarbeiten an der Arena wurden im Dezember 2010 abgeschlossen. Am 30. April 2014 wurde die 5.250 Zuschauer fassende Arena mit einer Partie der Veteranenmannschaften von Chomutov und der tschechischen Nationalmannschaft eröffnet. Das erste Spiel der Piráti Chomutov wurde am 2. August 2011 gegen den HC Energie Karlovy Vary ausgetragen, das die Heimmannschaft mit 3:2 gewann.
Das Gebäude besteht aus einer Haupthalle mit Tribünen, Umkleidekabinen und verbundenen Trainingshalle mit einer Kapazität von 188 Zuschauern. Über der Eisfläche hängt ein Videowürfel mit vier LED-Bildschirmen und einem Lichtring. Die Hauptarena bietet u. a. Geschäfte, Büros, V.I.P.-Räume, Partyboxen und ein Clubrestaurant mit Blick auf die Eisfläche. Um die Halle wurde die Verkehrsanbindung ausgebaut und es stehen mehrere hundert Parkplätze zur Verfügung.
Die Kosten beliefen sich auf 643 Mio. CZK (rund 24,9 Mio. €), wovon 232 Mio. CZK (etwa neun Mio. Euro) von der EU finanziert wurden. Zum Gelände der großen Arena gehört zudem eine Trainingseishalle, diese steht auch Jugendmannschaften, Eiskunstläufern sowie Schlittschuhläufern und Hobbyhockeyspielern offen. In diesen Bau investierte die Stadt Chomutov über 162 Mio. CZK (rund 6,27 Mio. Euro), davon etwa 127 Mio. CZK (ca. 4,91 Mio Euro) Subventionen.
Im Juni 2018 erhielt die Halle einen neuen Sponsorennamen, nachdem der alte Vertrag mit dem in Chomutov ansässigen Bergbauunternehmen Severočeské doly (SD) Ende 2017 auslief. Bis 2023 wird die Halle den Namen Rocknet aréna, nach dem Bauunternehmen ROCKNET s.r.o. aus Jirkov, tragen.